# Ішин Микола Данилович
Ішин Микола Данилович (нар. 28 грудня 1925 — 18 травня 2013) — український відомий інженер-раціоналізатор, фахівець з технології обробки деревини.
Народився в м. Почаєві Кременецького р-ну Тернопільської обл., у 1949 році закінчив Львівський механічний технікум Мінлісбумпрому СРСР, а в 1955 році — Сільськогосподарську академію за спеціальністю «Механічна технологія деревини». Як перспективний випускник отримав призначення на Київську меблеву фабрику ім. Боженка, де працював 13 років (1955—1968) спочатку конструктором, згодом — начальником конструкторського бюро. За свої раціоналізаторські ідеї отримав 11 авторських свідоцтв, зареєстрованих у Комітеті в справах винаходів і відкриттів при Раді міністрів СРСР. Ці інженерні розробки впроваджувалися на багатьох меблевих фабриках України, Грузії, Сибіру.
У 1967 році у співавторстві видав книжку «Нове в обробці меблів» в Києві у видавництві «Техніка» (перевидана 1969 р. в Москві у видавництві «Лесная промышленность»), тому дирекція Українського науково-дослідного інституту механічної обробки деревини (УкрНДІМОД) запросила Ішина М. Д. очолити важливу лабораторію, якою він керував 25 років (1968—1993). Своїм досвідом ділився на курсах підвищення кваліфікації, друкувався у галузевих союзних і республіканських журналах, виступав на різних конференціях і міністерських нарадах.
За багаторічну сумлінну працю в деревообробній галузі Ішин М. Д. нагороджений орденом «Знак Пошани», медалями «За трудову доблесть», «Ветеран праці», «1500-річчя м. Києва» та іншими відзнаками.
Похований на Байковому кладовищі в м. Києві.
Джерела:
- Ишин Н. Д. Отделка мебели способом имитации при помощи фотошаблонов // ЦИНТИ бумажной и деревообрабатывающей промышленности. — М., 1961.
- Ишин Н. Д. Новое в отделке мебели. — Киевский дом научно-технической пропаганды, 1963.
- Ішин Н. Д., Яремчук М. Й., Прудніков П. Г. Нове в обробці меблів. — К., 1967.
- Кучерук В. И., Ишин Н. Д., Яремчук Н. И. Новое в производстве мебели. — М., 1969.
- Авторське свідоцтво № 133377 на винахід «Способ имитации под ценные породы древесины, под мрамор или гранит». 28 серпня 1960 р.
- Авторське свідоцтво № 146672 на винахід «Агрегат для имитационной отделки мебельных щитов и т.п. изделий». 28 лютого 1962 р.
- Авторське свідоцтво № 324174 на винахід «Станок для нанесения на древесину грунтовочно-заполняющих составов». 1 жовтня 1971 р.
- Авторське свідоцтво № 332064 на винахід «Грунтовочный раствор для подготовки к отделке древесно-стружечных и других плит». 20 грудня 1971 р.
- Авторське свідоцтво № 350679 на винахід «Станок для нанесения вязких составов на поверхность отделываемых изделий». 7 червня 1972 р.
- Авторське свідоцтво № 362855 на винахід «Состав для грунтовок и мастик». 28 вересня 1972 р.
- Авторське свідоцтво № 480740 на винахід «Грунтовочный состав для древесных плит». 21 квітня 1975 р.
- Авторське свідоцтво № 512800 на винахід «Устройство для нанесения вязких материалов». 14 січня 1976 р.
- Авторське свідоцтво № 527462 на винахід «Состав для покрытий». 14 травня 1976 р.
- Авторське свідоцтво № 562565 на винахід «Порозаполнитель для древесины». 28 лютого 1977 р.
- Авторське свідоцтво № 942813 на винахід «Способ получения покрытий на изделиях из древесины». 16 березня 1982 р.